# Centro Internacional para la Conservación del Patrimonio
El Centro Internacional para la Conservación del Patrimonio es una institución no gubernamental cuyo fin fundamental es la cooperación a escala internacional alrededor del Patrimonio Físico de los pueblos del mundo.
Son más de 500 especialistas de todo el planeta quienes constituyen este organismo mundial, cuya sede central se sitúa en España, como lugar de encuentro de los continentes europeo y americano. 

## El Organismo
El Centro Internacional para la Conservación del Patrimonio es por definición una corporación generadora de iniciativas, un ente de soporte y colaboración, encaminado al estudio de las dificultades del Patrimonio Cultural a nivel internacional y a la investigación de sus posibles soluciones. 
A través de sus afiliados y participantes de todas las fracciones sociales, organismos gubernamentales, foros de investigación y universidades nacionales e internacionales, esta fundación tiene la obligación ineludible de llevar el conocimiento de la riqueza de su patrimonio y del legado a transmitir a las futuras generaciones de todos los lugares del mundo.
Así lo certifican los distintos acuerdos rubricados con más de una treintena de universidades europeas y americanas, y con diferentes alineaciones de carácter gubernamental en categoría nacional e internacional. 
La sede central de esta institución se localiza en España, concretamente sus dependencias se hallan en la Casa de los Capitanes Generales en la ciudad Patrimonio de la Humanidad de San Cristóbal de La Laguna, en Tenerife.

## Representación y Sedes
- Argentina, Buenos Aires
- Bolivia, Colegio de Arquitectos de Santa Cruz de la Sierra
- Brasil
- Canadá
- Colombia, Cartagena de Indias
- Cuba, La Habana
- España
  - San Cristóbal de La Laguna, Tenerife (Sede Central)
  - Alicante
  - Bilbao
  - Granada
  - Játiva, Valencia
  - La Orotava, Tenerife
  - Madrid
  - Santa Cruz de La Palma, La Palma
  - Teguise, Lanzarote
  - Valencia
  - Yaiza, Lanzarote
- Estados Unidos
- Francia
- Grecia, Politécnico de Salónica
- Italia, Florencia
- Paraguay, San Bernardino
- Perú, Universidad de Ricardo de Palma
- Portugal, Instituto de Cultura y Estudios Sociales, Cascais
- República Checa
- Rumanía
- Serbia
- Uruguay
- Guatemala, Ciudad de Guatemala

- Datos: Q5761353